# ایرنا سندلروا
ایرنا استانیسلاوا سندلر (انگلیسی: Irena Stanisława Sendler؛ در لهستان معروف به ایرنا استانیسواوا سِندلِرُوا لهستانی: Irena Stanisława Sendlerowa؛ نام پیش از ازدواج: کْشیژانووْسکا به لهستانی: Krzyżanowska؛ ۱۵ فوریه ۱۹۱۰–۱۲ مه ۲۰۰۸) یک مددکار اجتماعی اهل لهستان و یک کاتولیک بود که در سازمان زیرزمینی لهستانی و مقاومت زگوتا (Żegota) در ورشو تحت اشغال آلمان نازی در جنگ جهانی دوم خدمت می‌کرد. ایرنا سندلر با کمک برخی از اعضای دیگر زگوتا جان ۲۵۰۰ کودک یهودی را از راه انتقال قاچاقی آن‌ها به خارج از محله یهودی‌نشین ورشو نجات داد. او آن‌ها را با ارائه مدارک جعلی، و پناه دادن در خانه‌های فردی و گروهی در خارج از محله یهودی‌نشین از دسترس نیروهای آلمانی نجات داد.

## زندگی
ایرنا سندلر در سال ۱۹۱۰ درست در خارج از پایتخت لهستان، ورشو متولد شد. از کار پدرش که معالجه بیماران مبتلا به سل بود در سنین پایین آموخت که باید همیشه به افراد نیازمند، فارغ از نژاد، مذهب یا وضعیت مالی آنها، کمک کند.
با اجرای این اصول او در سال ۱۹۳۹ به عنوان مددکار اجتماعی برای شورای شهر ورشو مشغول به کار شد. با پیشرفت جنگ جهانی دوم، موقعیت شغلی او دسترسی غیرمترقبه‌ای به گتوی ورشو برای او به‌همراه داشت، او مصمم شد تا هر چه بیشتر یهودیان را نجات دهد.
سندلر و همکارانش در یک سازمان مخفی به نام زگوتا جان خود را به خطر انداختند و با استفاده از آمبولانس‌ها، تونل‌های زیرزمینی و هویت‌های جعلی، صدها کودک را نجات دهند. او سوابق کتبی کودکان و خانواده‌های آنها را در کوزه‌ای زیر درخت سیب دفن کرد، به این امید که خانواده‌ها بتوانند پس از پایان جنگ دوباره هم را بیابند.

## بزرگداشت
در سال ۲۰۰۳ لهستان برای از خودگذشتگی سندلر، به او نشان «عقاب سفید» را اعطا کرد، و در سال ۲۰۰۸ ایرنا سندلر نامزد دریافت جایزه صلح نوبل شد.

## نگارخانه

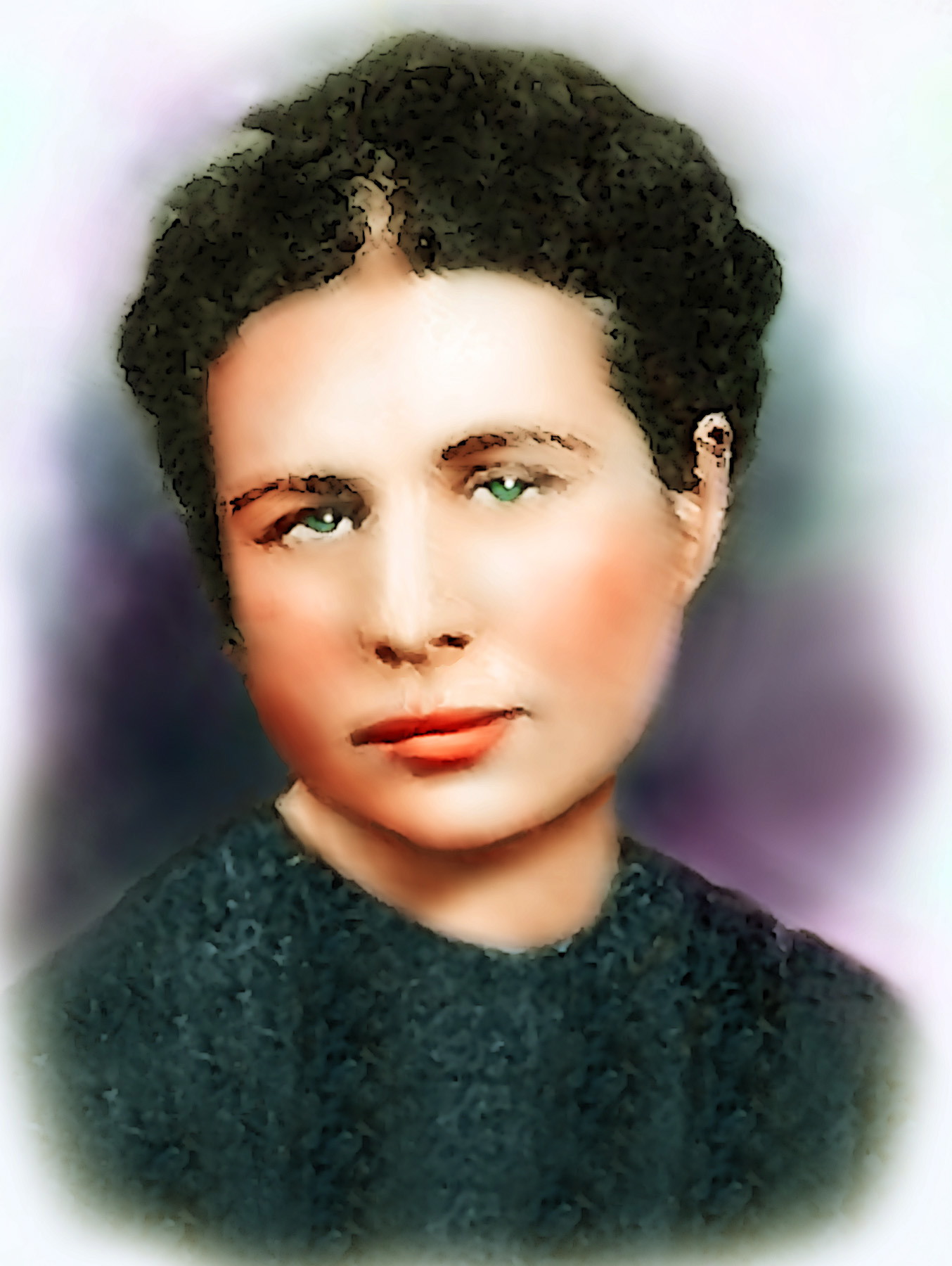
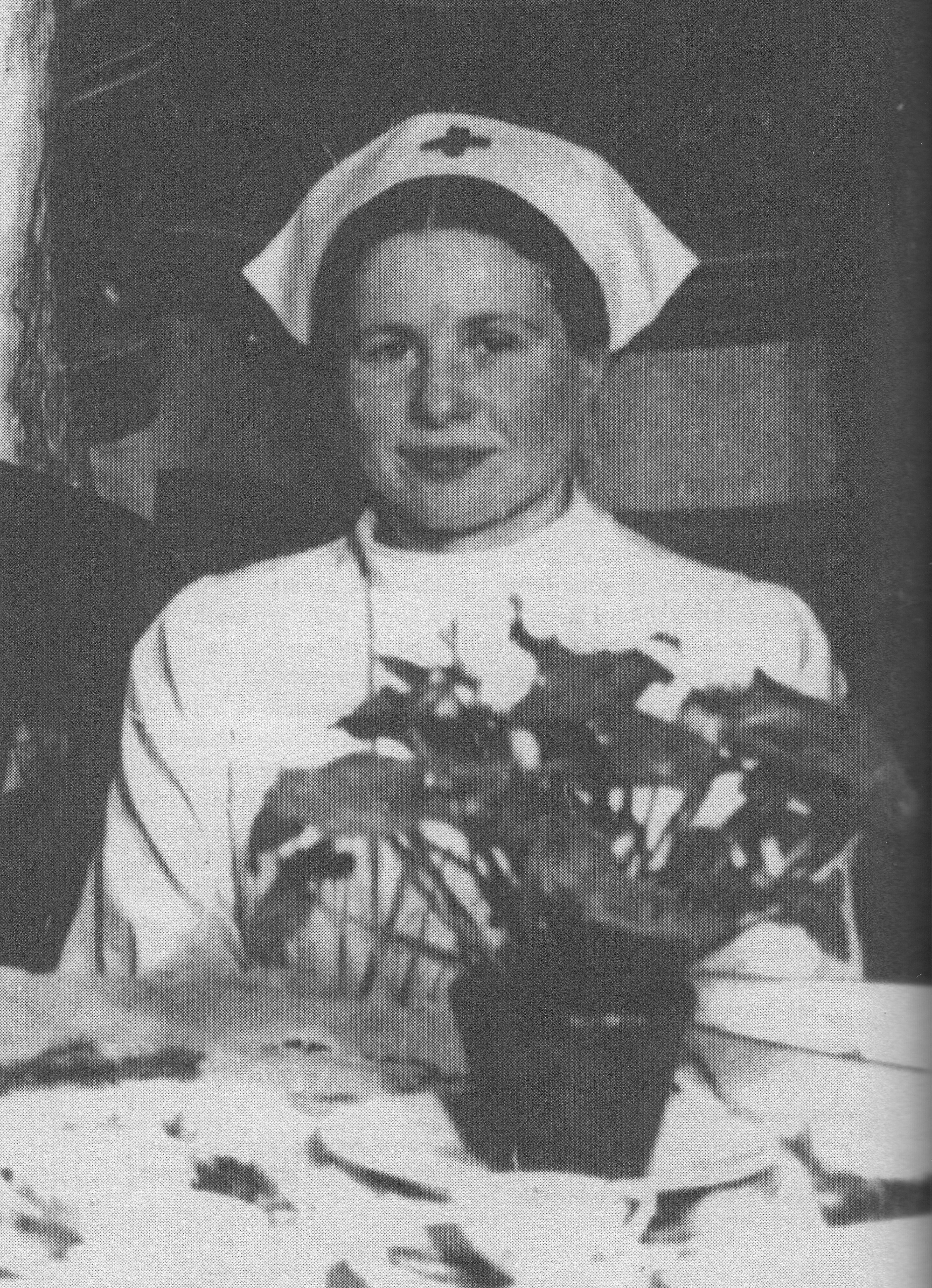
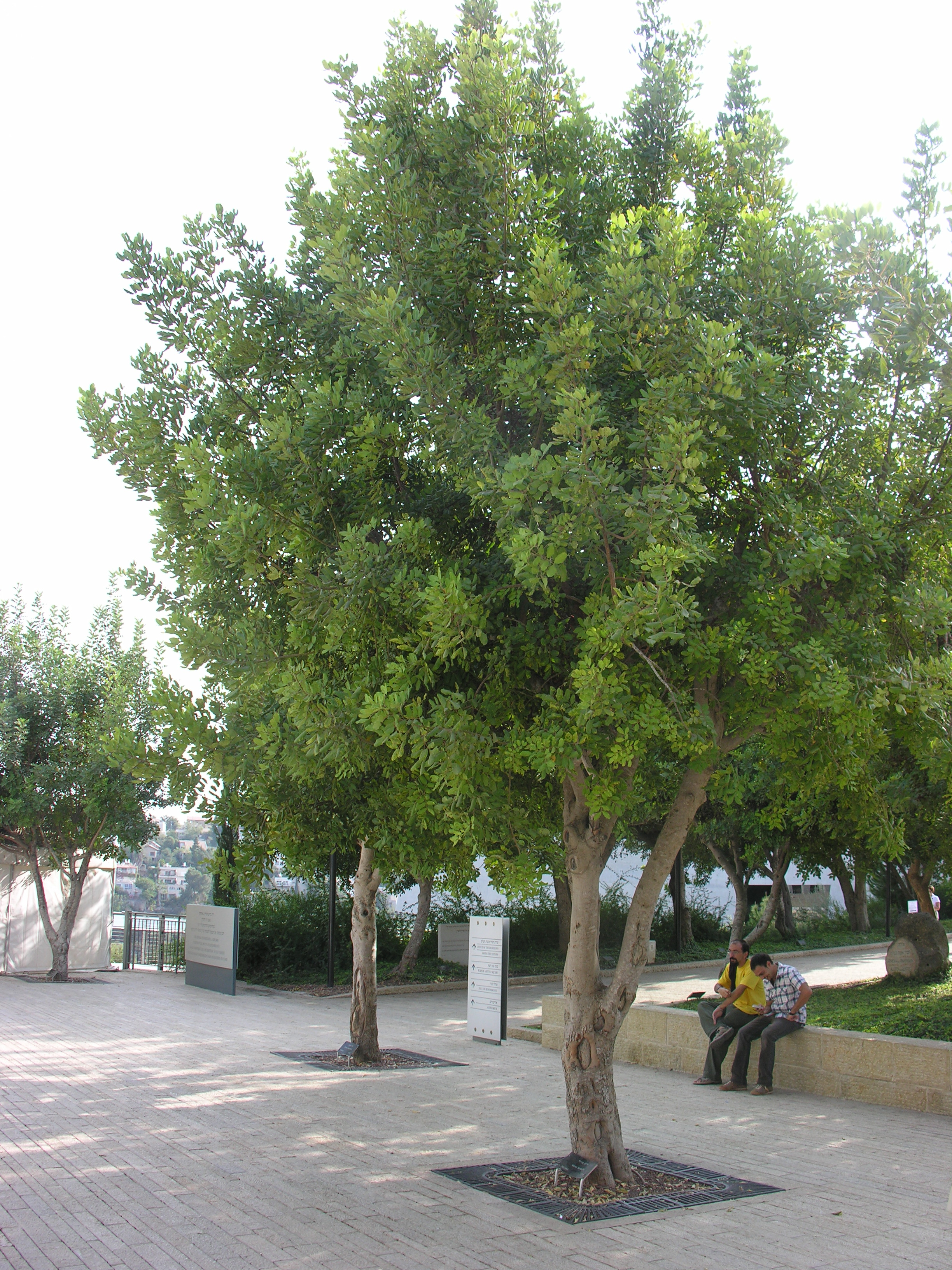
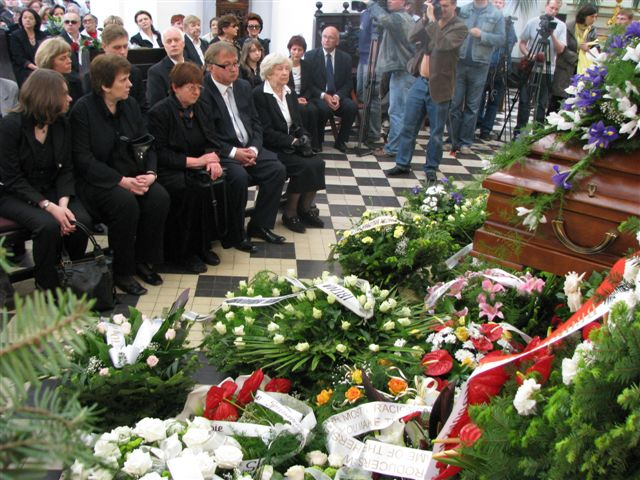
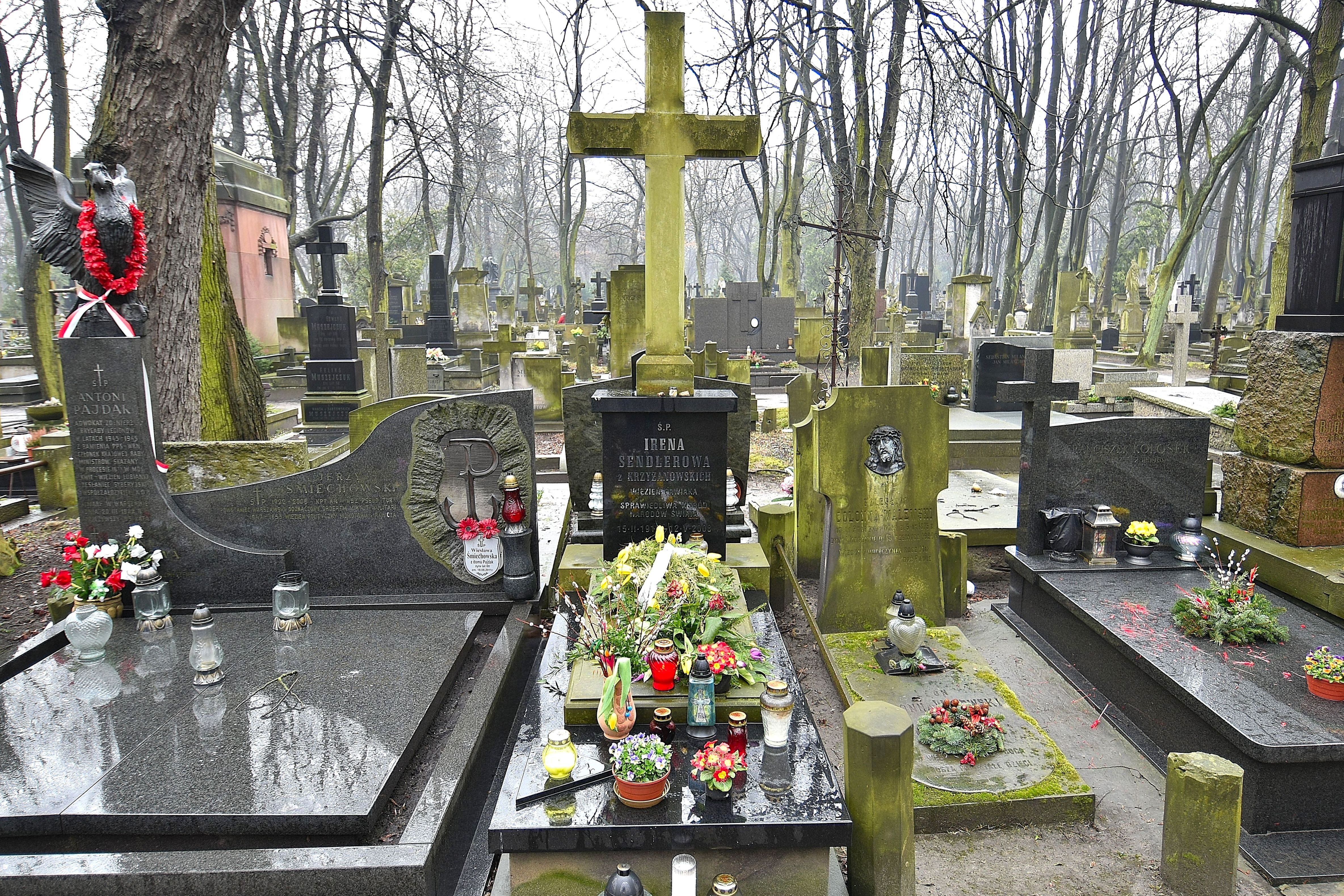
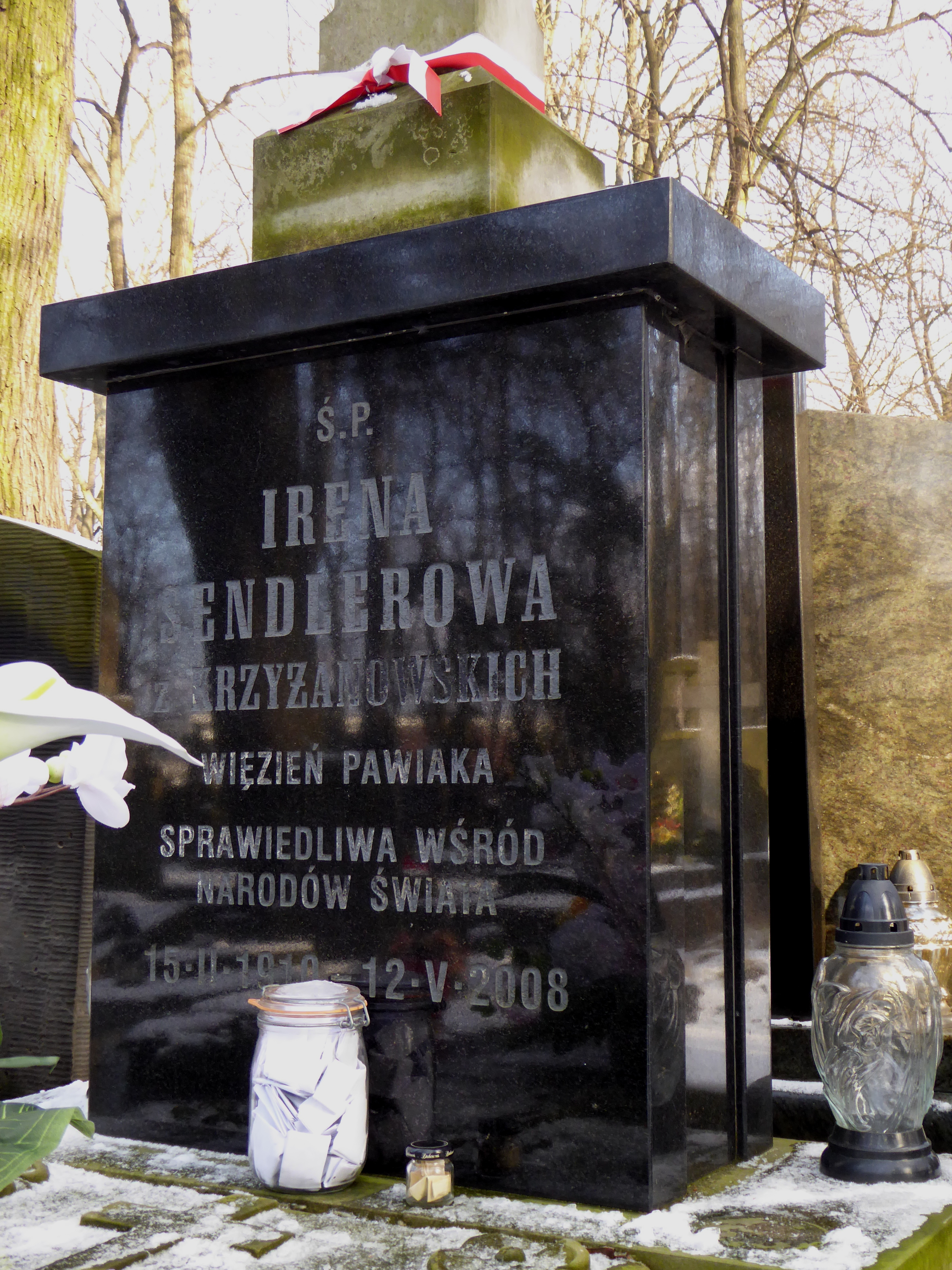
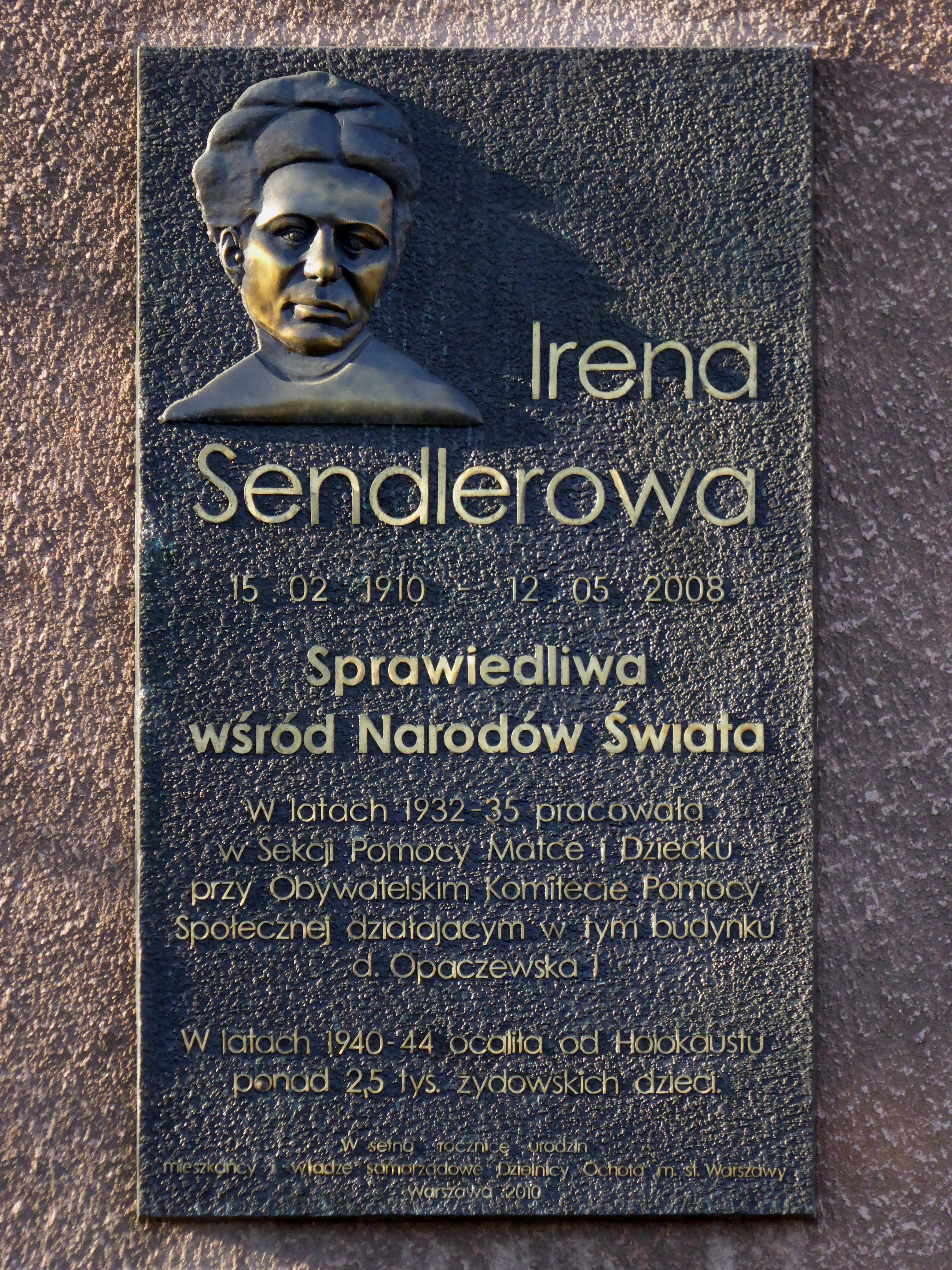
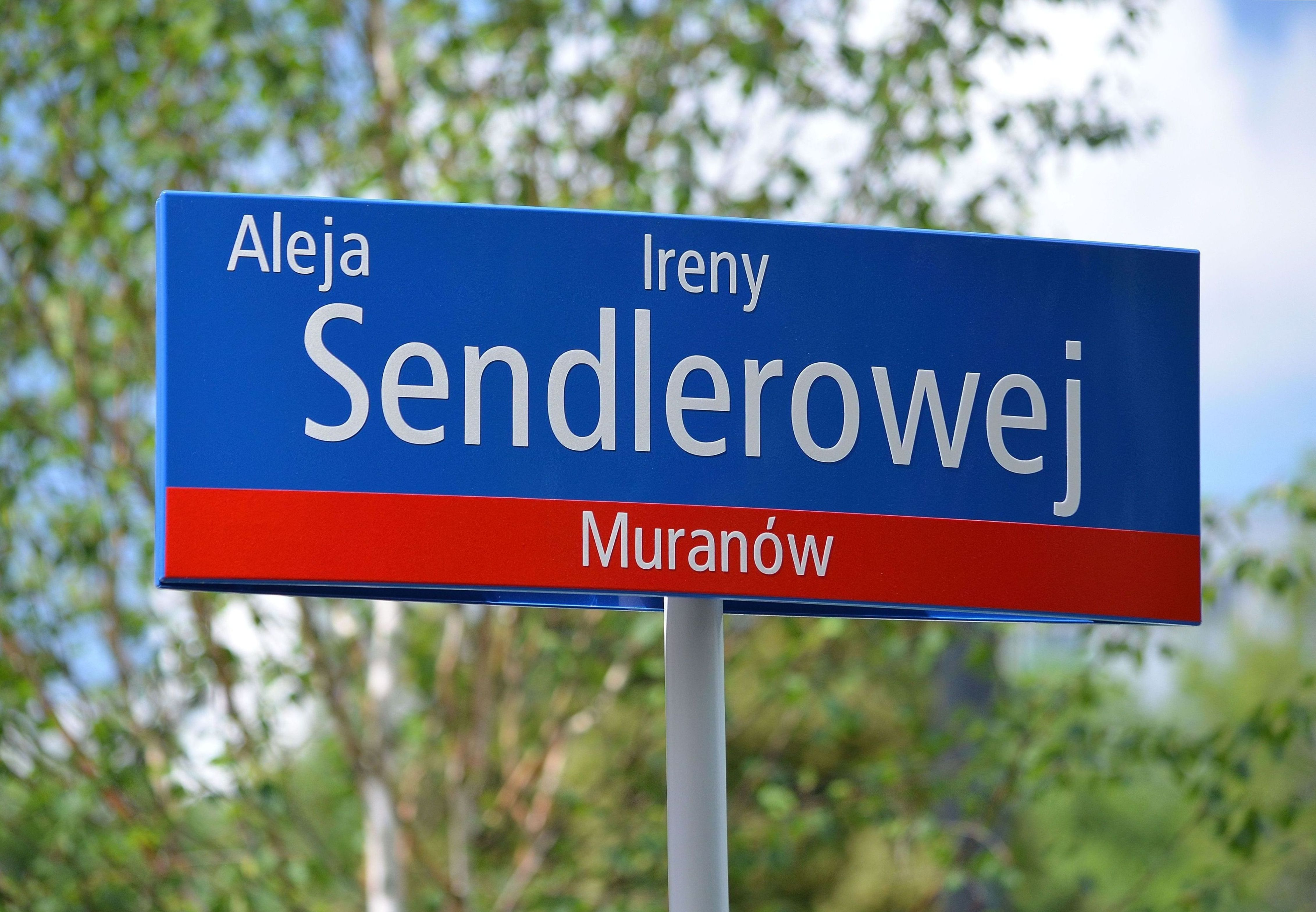
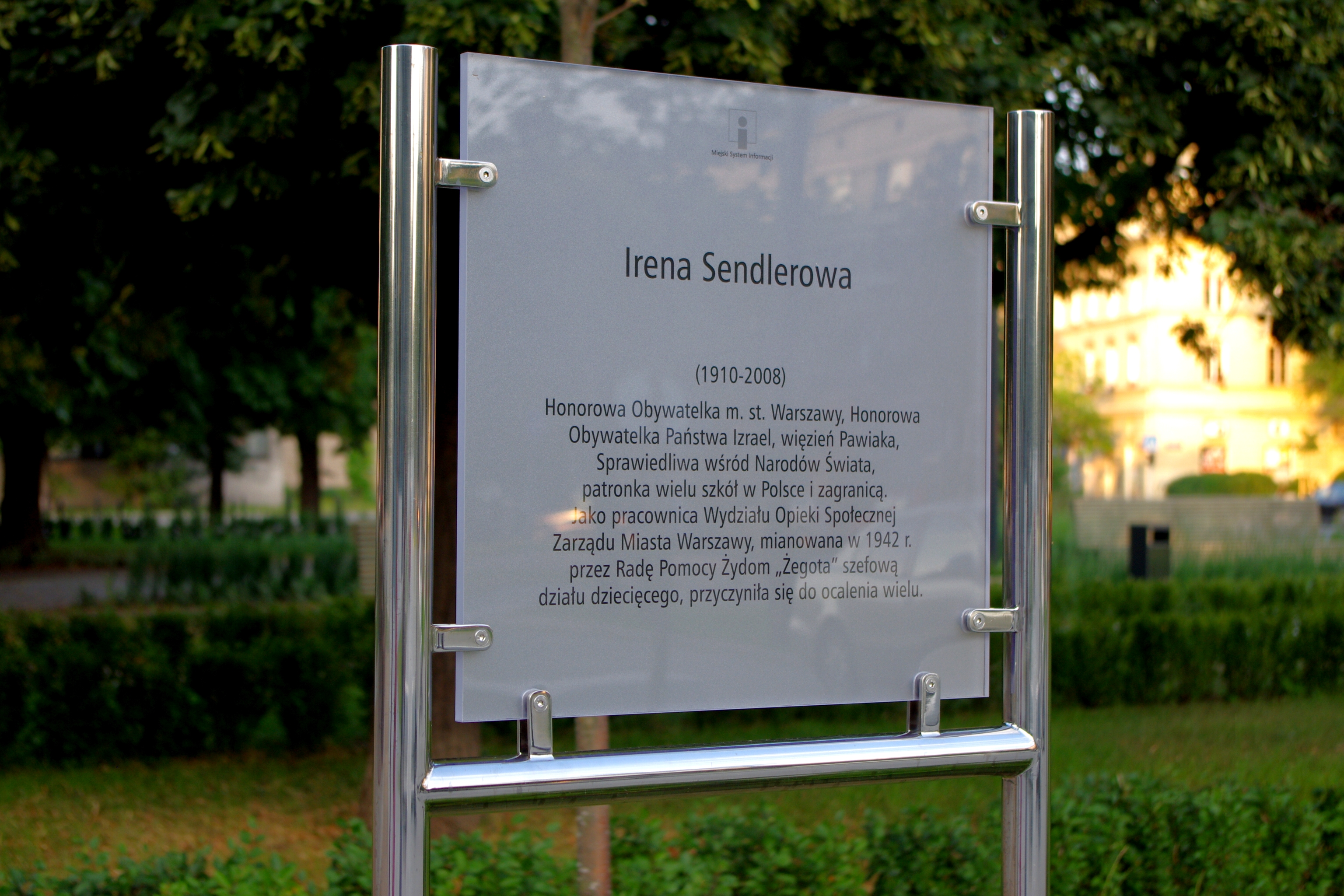
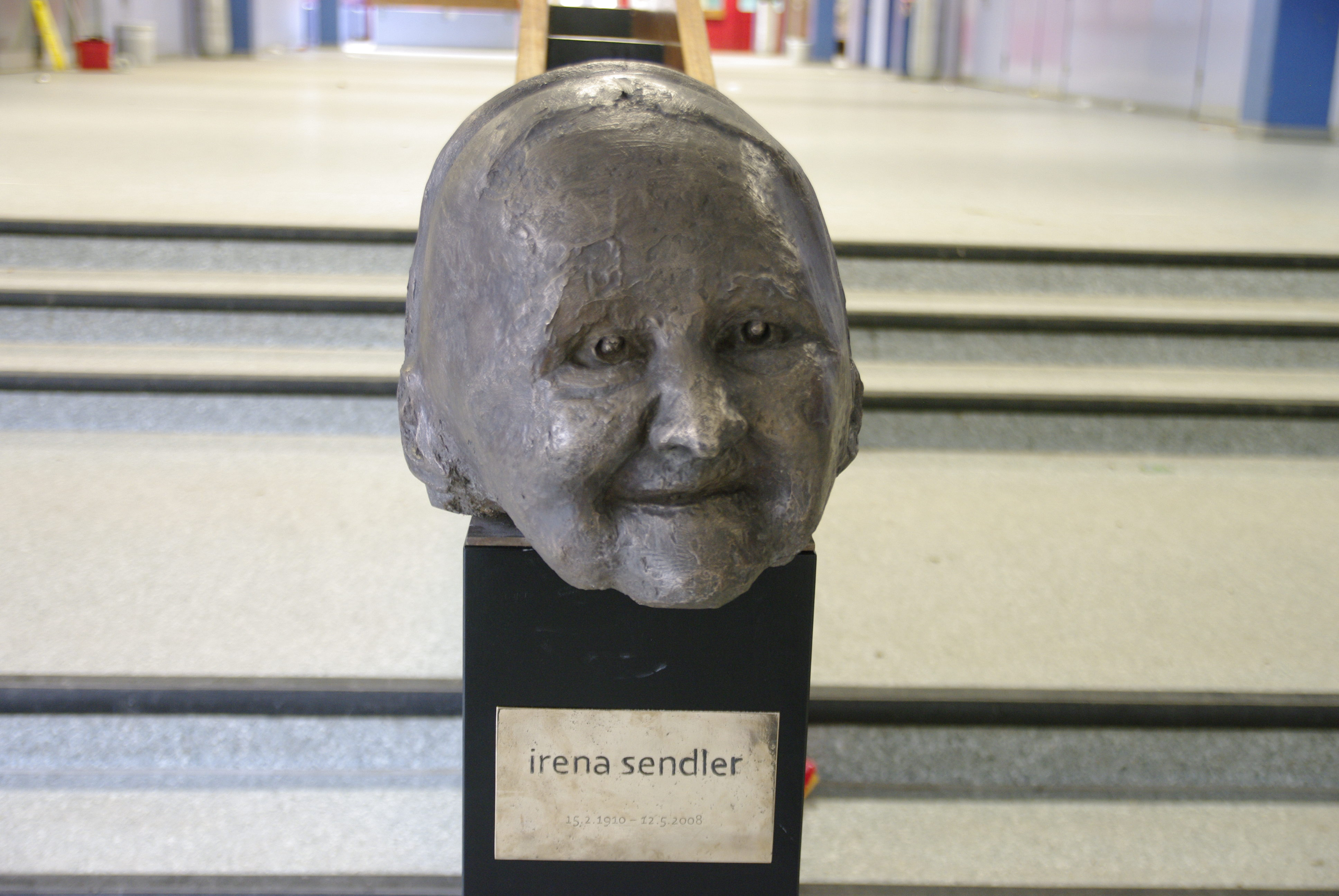
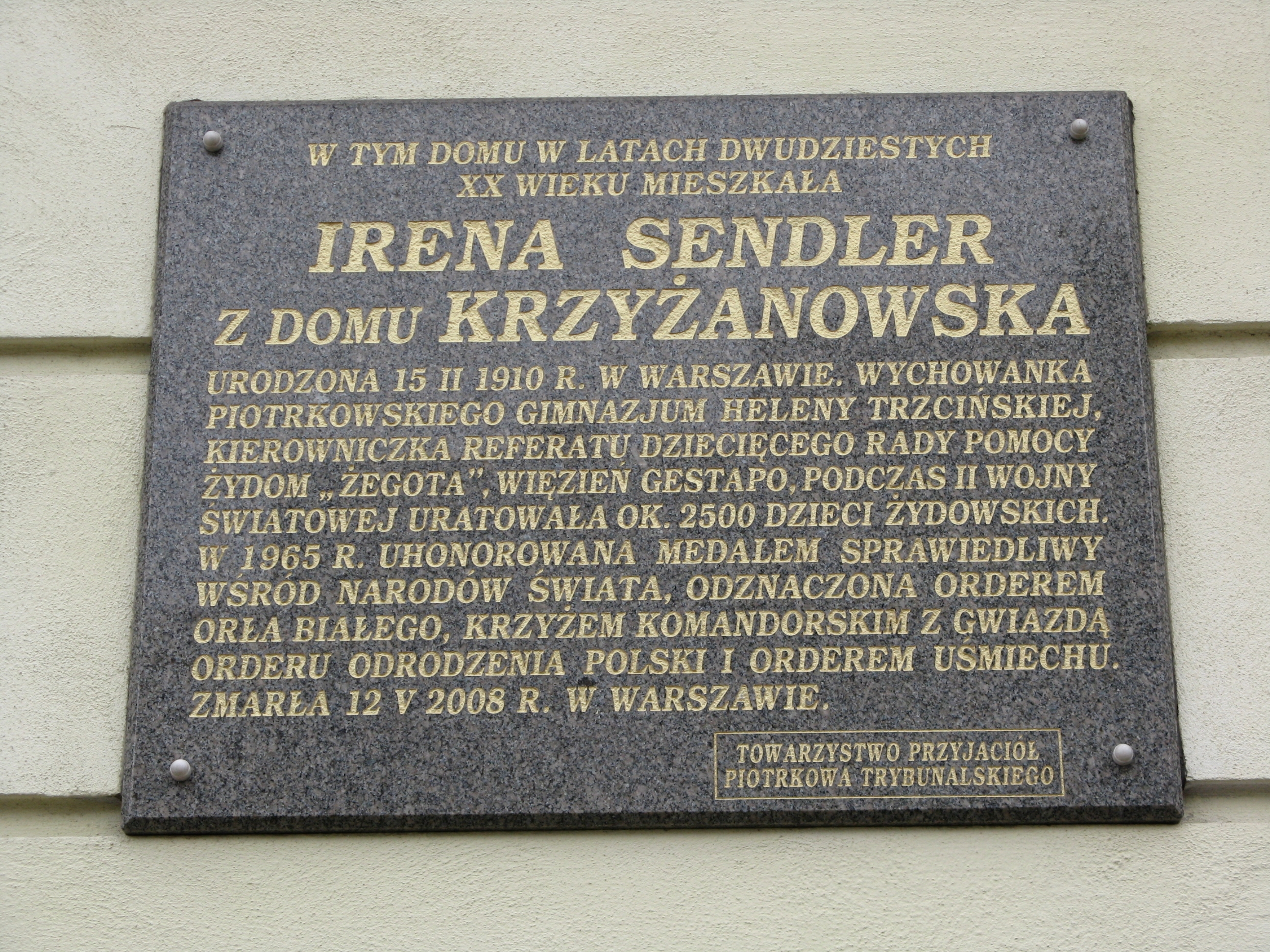
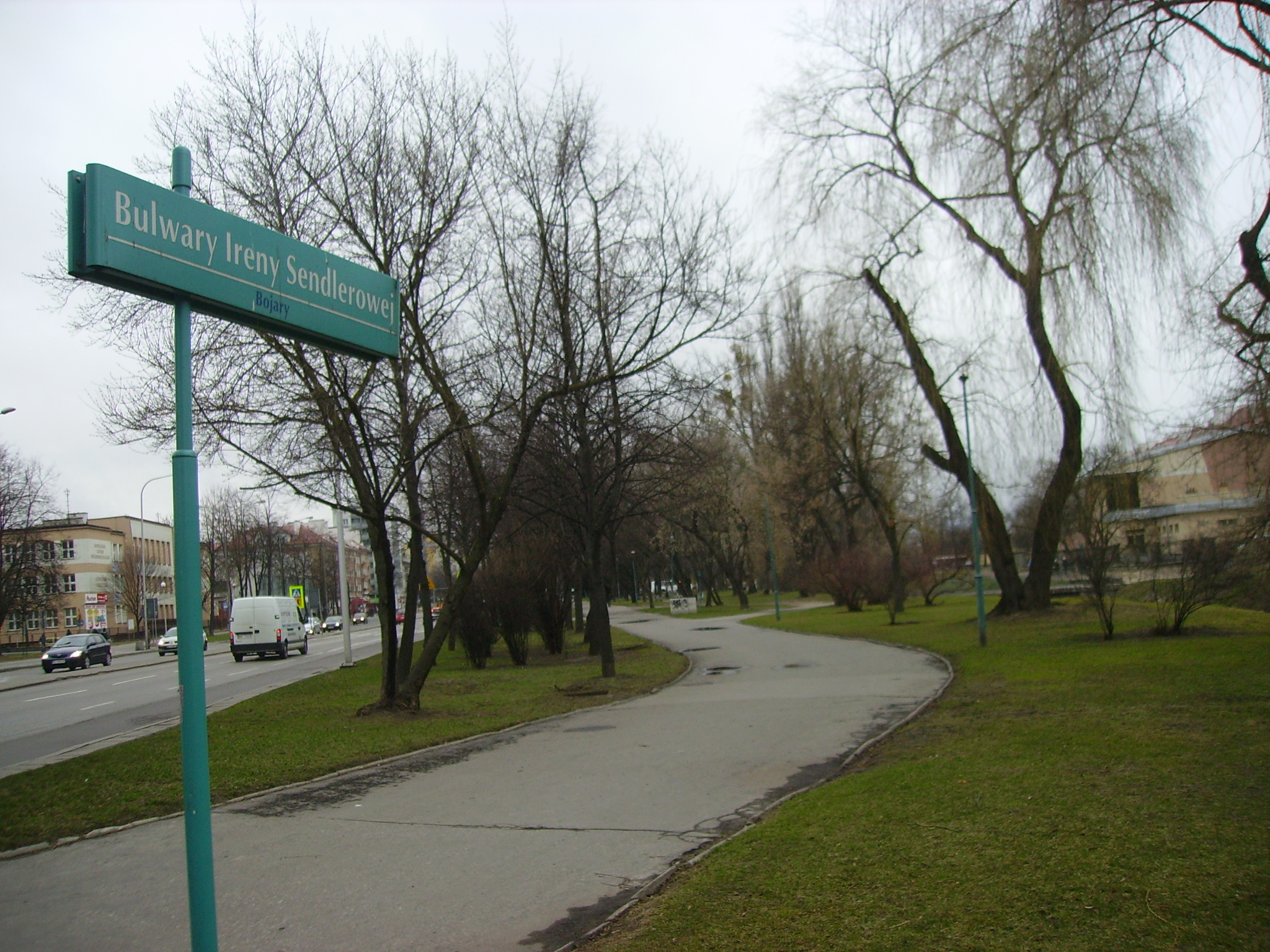